# Al Habtoor City
Al Habtoor City (en árabe: الحبتور سيتي‎) es un complejo residencial y hotelero de rascacielos situado en Dubái (Emiratos Árabes Unidos) y construido por el Al Habtoor Group entre 2014 y 2020. El complejo ocupa unas 9 hectáreas y está compuesto por tres hoteles de lujo (el Habtoor Palace Dubai, LXR Hotels & Resorts; el V Hotel Dubai, Curio Collection by Hilton; y el Hilton Dubai Al Habtoor City) con un total de 1600 habitaciones y tres torres residenciales. El hotel Hilton Dubai contiene un spa de 4000 m².
Las tres torres residenciales —llamadas Noora, Amna y Meera— contienen un total de 1460 apartamentos de lujo, incluidos doce áticos. Las torres Amna y Noora tienen una altura de 307 metros y 73 plantas, mientras que la torre Meera tiene una altura de 213 metros y 52 plantas.
Dentro de la Leisure Collection, Al Habtoor City también alberga un espectáculo acuático permanente con 1300 asientos creado por Franco Dragone y llamado La Perle. El complejo también contiene una academia de tenis, tiendas, un supermercado, restaurantes, una clínica, una helisuperficie, un aparcamiento con capacidad para 5000 automóviles, un espacio de ocio (leisure deck) de 11 150 m² con varias piscinas y un gimnasio de 570 m².